# América Neerlandesa
Se le conoce como América Neerlandesa (en neerlandés: Nederlands Amerika) como el conjunto de territorios de habla neerlandesa en América, en contraste a Angloamérica, Hispanoamérica, Francoamérica y Lusoamérica.

## Territorios de habla neerlandesa en América
Esta incluye tanto a países, territorios o incluso comunidades, las cuales son:
- Surinam (gracias a la colonia neerlandesa del Surinam).[2]
- El nordeste de Brasil, el cual está habitado por pequeñas comunidades neerlandesas. (gracias a la antigua colonia del Brasil neerlandés, sumado también por la inmigración neerlandesa a Brasil).[3]
- Las antiguas Antillas Neerlandesas las cuales ahora están divididas en los países del Reino de los Países Bajos (Aruba, San Martín y Curazao).[4]